# Placido Maria Schiaffino
Placido Maria Schiaffino (Genova, 5 settembre 1829 – Subiaco, 23 settembre 1889) è stato un cardinale e vescovo cattolico italiano.

## Biografia
Nacque a Genova il 5 settembre 1829.
Monaco dell'abbazia di Monte Oliveto Maggiore, fu vicario generale della sua congregazione. Nel 1852 fu eletto vescovo titolare di Nissa e venne consacrato nella chiesa del monastero delle Oblate di Tor de' Specchi a Roma.
Prese parte al Concilio Vaticano I. Papa Leone XIII lo elevò al rango di cardinale nel concistoro del 27 luglio 1885 e il 30 luglio successivo ricevette la berretta cardinalizia con il titolo dei Santi Giovanni e Paolo.
Fu prefetto della congregazione dell'Indice e bibliotecario di Santa Romana Chiesa.
Morì il 23 settembre 1889 all'età di 60 anni.

## Genealogia episcopale
La genealogia episcopale è:
- Cardinale Scipione Rebiba
- Cardinale Giulio Antonio Santori
- Cardinale Girolamo Bernerio, O.P.
- Arcivescovo Galeazzo Sanvitale
- Cardinale Ludovico Ludovisi
- Cardinale Luigi Caetani
- Cardinale Ulderico Carpegna
- Cardinale Paluzzo Paluzzi Altieri degli Albertoni
- Papa Benedetto XIII
- Papa Benedetto XIV
- Cardinale Enrico Enríquez
- Arcivescovo Manuel Quintano Bonifaz
- Cardinale Buenaventura Córdoba Espinosa de la Cerda
- Cardinale Giuseppe Maria Doria Pamphilj
- Papa Pio VIII
- Papa Pio IX
- Cardinale Raffaele Monaco La Valletta
- Cardinale Placido Maria Schiaffino, O.S.B.Oliv.